# Country
Country [kantry] (anglicky Country music) je americký hudební styl, jehož počátky sahají do konce 18. století. Do popředí se pak dostal ve dvacátých letech 20. století. Byl výrazně ovlivněn hudbou španělských, francouzských a irských přistěhovalců.
Typickými hudebními nástroji jsou: kytara (akustická i elektrická), steel kytara, housle, banjo, kontrabas nebo basová kytara, bicí.

## Přední interpreti country music v USA

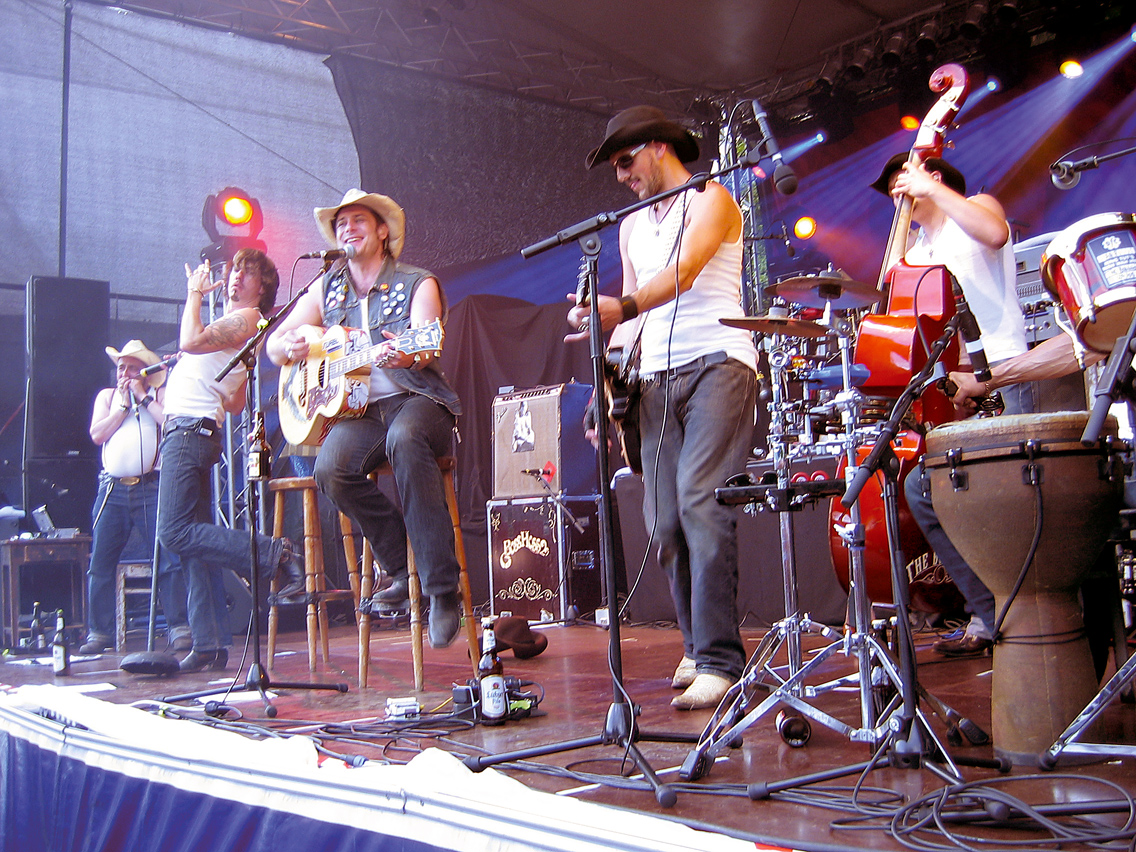
Americká country kapela

Klasiky žánru jsou Rodina Carterova (Carter Family – celkem 10 muzikantů 3 generací. Patří mezi ně Johnny Cash), Waylon Jennings, Willie Nelson, Tex Ritter, Roy Acuff, Kris Kristofferson, John Denver, Glen Campbell, Hank Williams, Loretta Lynnová, Don Williams, Merle Haggard, Jimmie Rodgers, Kenny Rogers, Dolly Parton, Lynn Anderson, Buck Owens, Marty Robbins, Patsy Cline, Jim Reeves, George Jones, Billy Joe Shaver, Tammy Wynette, Roger Miller, Bobby Bare, Alabama a Tanya Tucker.
Mezi současné interprety patří zejména: Alan Jackson, Brad Paisley, Brooks & Dunn, George Strait, Toby Keith, Tim McGraw, Travis Tritt, Shania Twain, Dixie Chicks, Keith Urban, Faith Hill, Martina McBride, Garth Brooks, Hank Williams Jr., Gary Allan, Montgomery Gentry, Kenny Chesney, Trace Adkins, Little Texas, Rascal Flatts, Cross Canadian Ragweed, Terri Clark, Home Free, Sugarland, Big & Rich, Cowboy Troy, Taylor Swift a další.
Nejmladší generaci interpretů nejvýrazněji reprezentují např. Carrie Underwood, Taylor Swift, Bucky Covington, LeAnn Rimes, Little Big Town, Chris Young, Justin Moore, Jason Michael Carroll nebo Emerson Drive.

## Čeští interpreti
Michal Tučný, Fešáci, Tučňáci, Greenhorns, BlueGround, Věra Martinová, Pavel Bobek, Country Beat Jiřího Brabce, Rangers, František Nedvěd, Petr Kocman, Ladislav Vodička, Milena Soukupová, Hana Horecká, Big Boy Band, Petra Černocká, Bessoni a další.